# Serie B d'Eccellenza 1996-1997 (pallacanestro maschile)
Il campionato di Serie B d'Eccellenza di pallacanestro maschile 1996-1997 è stato organizzato in Italia e rappresenta il terzo campionato italiano.
Le squadre sono suddivise in 2 gironi su base geografica. Dopo la stagione regolare (girone all'italiana con partite di andata e ritorno) le prime 6 classificate di ogni girone si dividono alternate in 2 gironi denominati poule promozione. Al termine di questi gironi (anche questi con partite di andata e ritorno) le prime classificate incontrano le seconde dell'altro girone. Le vincenti di queste sfide vengono promosse in serie A2. Le 2 perdenti si contendono la terza promozione in una sfida secca su campo neutro.
Le ultime 6 classificate del girone A e le ultime 7 del girone B si incontrano in 2 gironi all'italiana di 6 e 7 squadre, dove l'ultima del girone A e le ultime due del girone B retrocedono, le altre squadre restano in categoria.

## Stagione regolare

### Girone A

#### Classifica
|  |     | classifica girone A          | Pt | G  | V  | P  | PF   | PS   |
|  | --- | ---------------------------- | -- | -- | -- | -- | ---- | ---- |
|  | 1.  | Gt Autoalarm Desio           | 30 | 24 | 15 | 9  | 1784 | 1755 |
|  | 2.  | Amadio Modena                | 30 | 24 | 15 | 9  | 1926 | 1846 |
|  | 3.  | Valle Verde Imola            | 30 | 24 | 15 | 9  | 1924 | 1838 |
|  | 4.  | Gaverina Bergamo             | 30 | 24 | 15 | 9  | 1898 | 1785 |
|  | 5.  | Arredoluce Ferrara           | 30 | 24 | 15 | 9  | 1936 | 1766 |
|  | 6.  | Nuova Pallacanestro Vigevano | 28 | 24 | 14 | 10 | 1882 | 1800 |
|  | 7.  | Ing Biella                   | 28 | 24 | 14 | 10 | 1789 | 1744 |
|  | 8.  | Mauri Treviglio              | 24 | 24 | 12 | 12 | 1787 | 1828 |
|  | 9.  | Alì Vicenza                  | 22 | 24 | 11 | 13 | 1968 | 1949 |
|  | 10. | Castelli Ozzano              | 18 | 24 | 9  | 15 | 1821 | 1883 |
|  | 11. | Dolce Parma                  | 18 | 24 | 9  | 15 | 1861 | 1949 |
|  | 12. | Kappa Torino                 | 14 | 24 | 7  | 17 | 1873 | 1988 |
|  | 13. | La Vigilanza Lucca           | 10 | 24 | 5  | 19 | 1708 | 2026 |

### Girone B

#### Classifica
|  |     | Classifica girone B       | Pt | G  | V  | P  | PF   | PS   |
|  | --- | ------------------------- | -- | -- | -- | -- | ---- | ---- |
|  | 1.  | Hidra Viterbo             | 36 | 22 | 18 | 4  | 1844 | 1560 |
|  | 1.  | Popolare Ragusa           | 32 | 22 | 16 | 6  | 1990 | 1779 |
|  | 3.  | Pasta Baronia Avellino    | 30 | 22 | 15 | 7  | 1832 | 1672 |
|  | 4.  | SICC Jesi                 | 28 | 22 | 14 | 8  | 1849 | 1716 |
|  | 5.  | Partenope Napoli          | 26 | 22 | 13 | 9  | 1891 | 1666 |
|  | 6.  | Emmezeta Rieti            | 26 | 22 | 13 | 9  | 1818 | 1699 |
|  | 7.  | Pallacanestro Trapani     | 22 | 22 | 11 | 11 | 1735 | 1666 |
|  | 8.  | Barnabei Teramo           | 20 | 22 | 10 | 12 | 1823 | 1764 |
|  | 9.  | Amatori Ricciardi Taranto | 18 | 22 | 9  | 13 | 1719 | 1729 |
|  | 10. | CX Campli                 | 16 | 22 | 8  | 14 | 1728 | 1708 |
|  | 11. | Azzurra Brindisi          | 10 | 22 | 5  | 17 | 1616 | 1757 |
|  | 12. | Esperia Cagliari          | 0  | 22 | 0  | 22 | 1226 | 2355 |

## Playoff

### Gruppo 1

#### Classifica
|  |    | poule promozione 1     | Pt | G  | V | P | PF  | PS  |
|  | -- | ---------------------- | -- | -- | - | - | --- | --- |
|  | 1. | Gaverina Bergamo       | 12 | 10 | 6 | 4 | 748 | 718 |
|  | 2. | Pasta Baronia Avellino | 12 | 10 | 6 | 4 | 780 | 747 |
|  | 3. | GT Autoalarm Desio     | 12 | 10 | 6 | 4 | 775 | 745 |
|  | 4. | Popolare Ragusa        | 10 | 10 | 5 | 5 | 806 | 784 |
|  | 5. | Arredoluce Ferrara     | 10 | 10 | 5 | 5 | 702 | 745 |
|  | 6. | Emmezeta Rieti         | 4  | 10 | 2 | 8 | 729 | 801 |

#### Risultati
| Risultati              | BER   | AVE    | DES   | RAG   | FER    | RIE   |
| ---------------------- | ----- | ------ | ----- | ----- | ------ | ----- |
| Gaverina Bergamo       |       | 76-63  | 83-72 | 79-66 | 68-59  | 78-75 |
| Pasta Baronia Avellino | 70-64 |        | 75-79 | 64-59 | 82-70  | 93-70 |
| GT Autoalarm Desio     | 90-81 | 75-85  |       | 78-71 | 67-57  | 87-68 |
| Popolare Ragusa        | 89-80 | 93-102 | 79-78 |       | 107-72 | 87-80 |
| Arredoluce Ferrara     | 66-63 | 81-74  | 66-74 | 83-70 |        | 66-63 |
| Emmezeta Rieti         | 68-76 | 80-72  | 80-75 | 68-85 | 77-82  |       |

### Gruppo 2

#### Classifica
|  |    | poule promozione 2           | Pt | G  | V | P | PF  | PS  |
|  | -- | ---------------------------- | -- | -- | - | - | --- | --- |
|  | 1. | Partenope Napoli             | 14 | 10 | 7 | 3 | 782 | 758 |
|  | 2. | SICC Jesi                    | 12 | 10 | 6 | 4 | 770 | 750 |
|  | 3. | Nuova Pallacanestro Vigevano | 12 | 10 | 6 | 4 | 741 | 701 |
|  | 4. | Valleverde Imola             | 10 | 10 | 5 | 5 | 780 | 766 |
|  | 5. | Amadio Modena                | 6  | 10 | 3 | 7 | 722 | 809 |
|  | 6. | Hidra Viterbo                | 6  | 10 | 3 | 7 | 745 | 756 |

#### Risultati
| Risultati                    | NAP   | JES   | VIG   | IMO   | MOD   | VIT   |
| ---------------------------- | ----- | ----- | ----- | ----- | ----- | ----- |
| Partenope Napoli             |       | 77-69 | 81-72 | 83-81 | 93-78 | 81-64 |
| SICC Jesi                    | 71-79 |       | 71-67 | 96-81 | 87-74 | 77-76 |
| Nuova Pallacanestro Vigevano | 77-67 | 86-84 |       | 64-55 | 90-57 | 73-66 |
| Valleverde Imola             | 95-76 | 70-65 | 75-70 |       | 87-77 | 86-76 |
| Amadio Modena                | 75-83 | 61-69 | 60-75 | 83-78 |       | 78-73 |
| Hidra Viterbo                | 76-62 | 79-81 | 85-67 | 76-72 | 74-79 |       |

## Playout

### Gruppo 3

#### Classifica
|  |    | poule retrocessione 1 | Pt | G  | V | P | PF  | PS   |
|  | -- | --------------------- | -- | -- | - | - | --- | ---- |
|  | 1. | Ing Biella            | 14 | 10 | 7 | 3 | 885 | 750  |
|  | 2. | Castelli Ozzano       | 14 | 10 | 7 | 3 | 891 | 740  |
|  | 3. | Bernabei Teramo       | 14 | 10 | 7 | 3 | 910 | 765  |
|  | 4. | Dolce Parma           | 10 | 10 | 5 | 5 | 905 | 806  |
|  | 5. | Ricciardi Taranto     | 6  | 10 | 3 | 7 | 650 | 683  |
|  | 6. | Esperia Cagliari      | 2  | 10 | 1 | 9 | 542 | 1039 |

#### Risultati
| Risultati         | BIE    | OZZ    | TER    | PAR    | TAR   | CAG    |
| ----------------- | ------ | ------ | ------ | ------ | ----- | ------ |
| Ing Biella        |        | 82-83  | 114-97 | 72-69  | 82-55 | 114-56 |
| Castelli Ozzano   | 75-79  |        | 76-83  | 99-94  | 72-57 | 117-58 |
| Bernabei Teramo   | 76-78  | 83-91  |        | 103-92 | 71-61 | 110-51 |
| Dolce Parma       | 67-65  | 94-109 | 81-83  |        | 80-70 | 136-69 |
| Ricciardi Taranto | 88-87  | 61-59  | 75-78  | 79-82  |       | 104-52 |
| Esperia Cagliari  | 84-112 | 49-110 | 46-126 | 57-110 | 20-0  |        |

### Gruppo 4

#### Classifica
|  |    | poule retrocessione 2 | Pt | G  | V | P | PF   | PS  |
|  | -- | --------------------- | -- | -- | - | - | ---- | --- |
|  | 1. | Mauri Treviglio       | 18 | 12 | 9 | 3 | 993  | 861 |
|  | 2. | Pallacanestro Trapani | 14 | 12 | 7 | 5 | 961  | 998 |
|  | 3. | CX Campli             | 14 | 12 | 7 | 5 | 887  | 895 |
|  | 4. | Kappa Torino          | 12 | 12 | 6 | 6 | 911  | 950 |
|  | 5. | Alì Vicenza           | 10 | 12 | 5 | 7 | 905  | 948 |
|  | 6. | La Vigilanza Lucca    | 8  | 12 | 4 | 8 | 1023 | 983 |
|  | 7. | Azzurra Brindisi      | 8  | 12 | 4 | 8 | 867  | 912 |

#### Risultati
| Risultati             | TRE   | TRA    | CAM   | TOR   | VIC   | LUC    | BRI    |
| --------------------- | ----- | ------ | ----- | ----- | ----- | ------ | ------ |
| Mauri Treviglio       |       | 95-80  | 86-67 | 71-64 | 97-65 | 80-71  | 77-61  |
| Pallacanestro Trapani | 98-88 |        | 89-71 | 98-59 | 77-75 | 82-79  | 88-73  |
| CX Campli             | 54-73 | 82-68  |       | 82-67 | 78-73 | 85-73  | 79-73  |
| Kappa Torino          | 65-90 | 108-75 | 85-78 |       | 70-87 | 102-92 | 66-64  |
| Alì Vicenza           | 73-71 | 60-93  | 66-69 | 95-88 |       | 86-78  | 86-73  |
| La Vigilanza Lucca    | 93-91 | 116-46 | 82-83 | 65-69 | 86-79 |        | 100-86 |
| Azzurra Brindisi      | 70-74 | 92-67  | 60-59 | 53-68 | 68-60 | 94-88  |        |

### Finali promozione
| Bergamo 17 maggio 1997 | Gaverina Bergamo | 71 – 77 | SICC Jesi |  |

| Jesi 21 maggio 1997 | SICC Jesi | 73 – 71 | Gaverina Bergamo |  |

La SICC Jesi vince la serie 2-0
| Napoli 17 maggio 1997 | Partenope Napoli Basket | 81 – 68 | Pasta Baronia Avellino |  |

| Avellino 21 maggio 1997 | Pasta Baronia Avellino | 0 – 20 | Partenope Napoli Basket | (vittoria a tavolino per lancio di monetina che ha colpito Mastroianni giocatore del Napoli) |

La Partenope Napoli Basket vince la serie 2-0

### Spareggio terza promozione
| Ancona 29 maggio 1997 | Pasta Baronia Avellino | 59 – 58 | Gaverina Bergamo |  |

## Verdetti
- Promosse in A2:
- Partenope Napoli Basket

Formazione:Mastroianni, Di Monte, Marcovaldi, Mazzoni, Palmieri, Danelli, Pepe, Veneri, Signorile, Prato. Coach Marcello Perazzetti
- SICC Jesi

Formazione: Scabini, Coppo, Coen, Coppari, Setti, Conti, Maggioni, Rossetti, Villani, Orsini. Coach Alessio Baldinelli 
- Pasta Baronia Avellino.

Formazione: Di Terlizzi, Frascolla, Zuccardi, Liberatori, Totaro, Pavone, Festa, Zucchi, Tommasini, Nicoli. Coach: Gianluca Tucci
- Retrocesse in B2:  Esperia Cagliari;Pallacanestro Lucca;Azzurra Brindisi (ripescata).
- Rinunciano all'iscrizione alla stagione successiva la Pallacanestro Trapani e la AMG Sebastiani Rieti

## Fonti
- La Gazzetta dello Sport edizione 1996-97

- Guida ai campionati di basket 1997